# Alkalai Juda ben Salomo
Alkalai Juda ben Salomo, névvariáns: Alkalai Júda Ben Hai (Zimony, 1798 – Palesztina, 1878. október) rabbi.

## Élete és művei
Zimonyi rabbi, Herzl Tivadar szerint a modern cionizmus előharcosa. Műve, a „Gorál lá-ádonáj" (Bécs, 1857) a zsidó állam felújítását célozza, és ezt többek közt részvénytársasági alapon tartotta megvalósíthatónak. Másik munkája, a „Semá Jiszráél" (1861) ugyancsak Palesztinának a zsidókkal való benépesítését propagálja. Egyéb munkái: „Selom Jerusalajim" (1840) és „Darké Nóam", továbbá „Minchát Jehudah" (Bécs, 1843), amelyben Moses Montefiorét és Isaac Cremieuxot dicsőíti az 1840-es damaszkuszi vérvád alkalmával tanúsított nagyszerű fellépésükért. 1843-ban önként megvált a hivatalától, Palesztinába ment és ott halt meg.